# Agustín de Rojas Villandrando
Agustín de Rojas Villandrando, född 1572 i Madrid, död efter 1611, var en spansk teaterförfattare och skådespelare. 
Rojas Villandrandos två böcker, El viaje entretenido (1604), innehållande 38 loas på vers och prosa, och El buen republico (1611), förbjuden av inkvisitionen, är källor till hans biografi och för kännedom om teaterlivet i den tidens Spanien. Rojas Villandrando kom i unga år över till England, blev soldat, arbetade som galärslav och kom efter ett av äventyr uppfyllt liv åter till Spanien, där han bildade ett av de första skådespelarsällskapen. Som skådespelare var han mindre framstående än som författare av stilistiskt eleganta "loas", som blev mönster för genren. Av litteraturhistoriskt värde är Rojas Villandrandos Loa de la comedia och Todo lo nuevo aplace. 